# Tomas Eriksson (handbollsspelare)
Per Tomas "Ryssen" Eriksson, född 25 juli 1973, är en svensk handbollstränare och tidigare handbollsspelare (mittsexa och försvarare).
Eriksson fostrades i HK Drott och gjorde sin första match i Elitserien för klubben 1992. Han var med och vann SM-guld med Drott 1994 och  1999. Under sin karriär spelade han även för de tyska klubbarna Eintracht Hildesheim och HSG Nordhorn samt för den svenska klubben Lugi, och återvände till Drott inför säsongen 2004/2005. Efter säsongen 2006/2007, då man klarat sig kvar i Elitserien genom kval, ersatte han Göran Bengtsson som tränare för A-truppen. Efter en säsong som spelande tränare avslutade han spelarkarriären inför 2008/2009, men gjorde comeback under säsongen till följd av skador i spelartruppen. Inför säsongen 2009/2010 ersattes han som tränare av Ulf Sivertsson, och fick heller inte förlängt kontrakt som spelare.
Eriksson spelade 26 U-landskamper och deltog i UVM 1993. Han lyckades dock inte ta steget över till A-landslaget.

## Klubbar som spelare
- HK Drott (–1999)
- HSG Nordhorn (1999–2000)
- Eintracht Hildesheim (2000–2001)
- Lugi HF (2001–2004)
- HK Drott (2004–2009)